# Asienspiele 2022/Beachvolleyball
Bei den Asienspielen 2022 wurden vom 19. bis 28. September 2023 insgesamt zwei Wettbewerbe im Beachvolleyball ausgetragen, davon je einer bei den Männern und bei den Frauen. Austragungsort war das Ningbo Banbianshan Beach Volleyball Centre.

## Bilanz

### Medaillenspiegel
| Platz  | Land       | Gold | Silber | Bronze | Gesamt |
| ------ | ---------- | ---- | ------ | ------ | ------ |
| 1      | China      | 1    | 1      | 1      | 3      |
| 2      | Katar      | 1    | —      | —      | 1      |
| 3      | Japan      | —    | 1      | —      | 1      |
| 4      | Kasachstan | —    | —      | 1      | 1      |
| Gesamt | Gesamt     | 2    | 2      | 2      | 6      |

### Medaillengewinner
| Disziplin | Gold                         | Silber                  | Bronze                        |
| --------- | ---------------------------- | ----------------------- | ----------------------------- |
| Männer    | Cherif Younousse Ahmed Tijan | Ha Likejiang Wu Jiaxin  | Sergei Bogatu Dmitri Jakowlew |
| Frauen    | Xue Chen Xia Xinyi           | Miki Ishii Sayaka Mizoe | Wang Fan Dong Jie             |